# Hedwige Jagellon (1513-1573)
Pour les articles homonymes, voir Hedwige Jagellon.
Hedwige Jagellon (lituanien : Jadvyga Jogailaitė, polonais : Jadwiga Jagiellonka, allemand : Hedwig Jagiellonica), née le 15 mars 1513 et morte le 7 février 1573 est membre de la dynastie polonaise des Jagellon et seconde épouse de l'électeur de Brandebourg Joachim II Hector de Brandebourg.

## Origine familiale
Hedwige naît le 15 mars 1513 à Poznań. Elle est la fille aînée du roi Sigismond Ier de Pologne et de sa première épouse, la princesse hongroise Barbara Zápolya, sœur du futur roi Jean Ier de Hongrie qui meurt quand elle a deux ans. Sa seule sœur, Anne, meurt à son tour à l'âge de cinq ans. Après la mort de sa mère, son père se remarie et il a six enfants avec sa seconde épouse. Bien qu'elle soit élevée avec ses demi-frères et sœurs, elle a ses tuteurs personnels, et dans sa petite cour elle reçoit le surnom de reginula.
Hedwige est décrite par Olaus Magnus, qui la rencontre en 1528, comme « une très belle et sage jeune fille... plus belle que toutes les richesses que je viens de mentionner et digne d'un glorieux royaume. » Sa main est d'abord demandée par le nouveau roi Gustave Ier de Suède, qui souhaite en faire sa première épouse. En 1526, Johannes Magnus est envoyé en Pologne par le roi de Suède afin de négocier un mariage. En dépit de l'engagement du prétendant de modérer l'application de la Réforme protestante dans son royaume, le père d'Hedwige décline l'offre de Gustave Ier en prenant connaissance des mauvaises relations entretenues par Gustave avec l'Église catholique et l'occasion de devenir reine de Suède s'évanouit pour Hedwige ; elle sera plus tard saisie par sa demi-sœur Catherine Jagellon.

## Mariage
Le prétendant suivant est issu de l'électorat de Brandebourg. Le fervent catholique Georg von Blumenthal, évêque de Lebus, est dépêché pour négocier le mariage. Le 29 août ou le 1er septembre 1535 Hedwige épouse Joachim II Hector de Brandebourg. Les noces ont lieu à Cracovie. Comme les membres de la dynastie Jagellon sont catholiques, Joachim II qui est luthérien s'engage auprès de Sigismond à ne pas contraindre Hedwige à changer de religion, et lui accorde en douaire le comte de Ruppin avec les cités de Alt Ruppin et Neuruppin. Le contrat de mariage est signé le 21 mars 1535 ; il stipule qu'Hedwige pourra se faire accompagner d'un prêtre polonais et sera toujours libre de pratiquer les rites catholiques.
Cette union ne recueille pas l'approbation de sa belle-mère Élisabeth de Danemark, une réformée dévote, qui réprouve les services religieux catholiques d'Hedwige dans sa chapelle privée. De plus l'électrice douairière reproche à Hedwige ne pas parler la langue allemande.
Après s'être brisé une cuisse et gravement blessée au dos lors de l'effondrement d'un plancher dans un pavillon de chasse, Hedwige passe les 22 dernières années de sa vie paralysée. L'accident met fin à la vie conjugale d'Hedwige qui avait déjà donné cinq enfants à son mari, alors que leur cohabitation était déjà bien compromise par la différence de religion et de langue entre les époux. Hedwige est remplacée par la maîtresse de son mari, Anna Sydow, que Joachim traite comme sa femme et qu'il reconnaît publiquement

## Postérité
- Élisabeth (1537-1595), en 1559, elle épouse le duc François-Othon de Brunswick-Lunebourg (†1559)
- Sigismond (1538-1566), archevêque de Magdebourg
- Edwige de Brandebourg, en 1560, elle épouse Jules de Brunswick-Wolfenbüttel (1528-1589)
- Sophie (1541-1564), en 1561, elle épouse Guillaume de Rosenberg (†1595)
- Joachim (1543-1544).